# Nyakafulu
Nyakafulu è una circoscrizione mista (mixed ward) della Tanzania situata nel distretto di Mbogwe, regione di Geita. Conta una popolazione di 21 900 abitanti (censimento 2012).